# Janis Maniatis
Janis Maniatis (gr. Γιάννης Μανιάτης, ur. 12 października 1986 w Liwadii) – piłkarz grecki grający na pozycji prawego obrońcy. Od 2017 roku jest zawodnikiem klubu Alanyaspor.

## Kariera klubowa
Swoją karierę piłkarską Maniatis rozpoczął w klubie AO Thiva. W 2003 roku został zawodnikiem Panioniosu Ateny. W 2004 roku awansował do kadry pierwszej drużyny Panioniosu, a 20 lutego 2005 zadebiutował w pierwszej lidze greckiej w wygranym 2:1 domowym meczu z OFI 1925. Od sezonu 2006/2007 był podstawowym zawodnikiem Panioniosu. W Panioniosie grał do końca 2010 roku.
Na początku 2011 roku Maniatis przeszedł z Panioniosu do Olympiakosu. W klubie z Pireusu swój debiut zanotował 23 stycznia 2011 w zwycięskim 1:0 wyjazdowym spotkaniu z Asterasem Tripolis. W sezonie 2010/2011 wywalczył z Olympiakosem swój pierwszy w karierze tytuł mistrza Grecji. W następnych czterech sezonach wraz z Olympiakosem cztery razy zdobywał mistrzostwo Grecji. W styczniu 2016 roku został wypożyczony do Standardu Liège, z którym w sezonie 2015/2016 zdobył Puchar Belgii. W połowie 2016 roku wrócił do Olympiakosu. W 2017 grał w PAE Atromitos, a następnie trafił do Alanyasporu.
| Sezon   | Klub            | Kraj   | Rozgrywki     | Mecze | Bramki |
| ------- | --------------- | ------ | ------------- | ----- | ------ |
| 2004/05 | Panionios GSS   | Grecja | Alpha Ethniki | 8     | 0      |
| 2005/06 | Panionios GSS   | Grecja | Alpha Ethniki | 13    | 0      |
| 2006/07 | Panionios GSS   | Grecja | Super League  | 27    | 0      |
| 2007/08 | Panionios GSS   | Grecja | Super League  | 25    | 0      |
| 2008/09 | Panionios GSS   | Grecja | Super League  | 25    | 2      |
| 2009/10 | Panionios GSS   | Grecja | Super League  | 25    | 3      |
| 2010/11 | Panionios Ateny | Grecja | Super League  | 14    | 1      |
| 2010/11 | Olympiakos SFP  | Grecja | Super League  | 9     | 0      |
| 2011/12 | Olympiakos SFP  | Grecja | Super League  | 22    | 0      |
| 2012/13 | Olympiakos SFP  | Grecja | Super League  | 27    | 2      |
| 2013/14 | Olympiakos SFP  | Grecja | Super League  | 26    | 4      |
| 2014/15 | Olympiakos SFP  | Grecja | Super League  | 17    | 2      |
| 2015/16 | Olympiakos SFP  | Grecja | Super League  | 2     | 0      |
| 2015/16 | Standard Liège  | Belgia | Eerste Klasse | 8     | 2      |
| 2016/17 | PAE Atromitos   | Grecja | Super League  | 11    | 0      |
| 2017/18 | Alanyaspor      | Turcja | Süper Lig     | 19    | 0      |

## Kariera reprezentacyjna
W latach 2006–2007 Maniatis grał w reprezentacji Grecji U-21. W dorosłej reprezentacji zadebiutował 11 sierpnia 2010 roku w wygranym 1:0 towarzyskim meczu z Serbią. W 2011 roku awansował z Grecją na Euro 2012.